# Ernst Rülke (Politiker)
Ernst Christian Rülke (* 15. Februar 1813 in Annaberg; † 23. September 1882 in Dresden) war ein sächsischer Kammerfunktionär und Politiker.

## Leben
Rülke wurde 1813 als Sohn des Bürgers und Bandhändlers Christian Gottlieb Rülke in Annaberg geboren. Er ließ sich in Dresden nieder, wo er 1842 als Bürger und Kaufmann nachweisbar ist. Er besaß eine Tapisserie-Handlung auf der Schloßstraße in Dresden. Bei Gründung der Dresdner Handels- und Gewerbekammer wurde Rülke 1862 zu deren Präsident gewählt. Rülke gehörte dem Direktorium der Dresdner Papierfabrik und der Sozietätsbrauerei an. Er war Mitglied des Stadtrats von Dresden.
Von 1869 bis zu seinem Tod gehörte er als von König Johann nach freier Wahl auf Lebenszeit ernanntes Mitglied der I. Kammer des Sächsischen Landtags an. In dieser war er Mitglied der Finanzdeputation. Er starb 1882 im Alter von 69 Jahren in Dresden.
Rülke ging 1842 eine Ehe mit Charlotte Marie Caroline Johnson ein. In zweiter Ehe war er mit Pauline geborene Reiche verheiratet.